# Piúra
Piúra (Piura) é uma cidade do norte do Peru, capital do departamento de Piúra e da província de Piúra. Tem cerca de 325 mil habitantes.
Foi aqui que o conquistador espanhol Francisco Pizarro fundou a terceira cidade espanhola na América do Sul, a primeira cidade no Peru. San Miguel de Piúra, em Julho de 1532. Piúra declarou sua independência em 4 de Janeiro de 1821.

## História
Como a maioria do norte do Peru, o território de Piúra tem sido habitada por seu grupo autóctone de nativos que chamavam Talhanes e Jungas. Estes viveram sem uma organização ou um líder único para governar até a cultura Muchique finalmente tomou o controle, e a mistura destes evoluiu para a cultura Vicus. Séculos mais tarde, Piúra caiu sob o domínio de Tupac Inca Yupanqui durante pelo menos 40 anos, e antes da chegada dos espanhóis.
Com a chegada dos espanhóis, em 1532, as culturas atuais mestiças e crioulas de Piúra nasceram. Esta cultura mestiça inclui influências de Extremadura Espanhola e Andaluzia, influência Africano devido à chegada de escravos de Madagascar (escravos Malgache), os coolies chineses que migraram do Cantão para trabalhar os campos de arroz e substituir os escravos, e também ciganos Roma, que vieram como piratas à procura de pérolas ou incógnitos como cavaleiros espanhóis.
Oa espanhóis chamaram a cidade a partir da palavra Quechuan, pirhua, o que significa abundância. Hoje em dia, Piúra é conhecido como o "Ciudad del eterno calor" que significa "A cidade do calor eterno", porque é quente o ano todo.